# 民建镇
民建镇，是中华人民共和国四川省乐山市马边彝族自治县下辖的一个乡镇级行政单位。2020年5月，将原建设乡高石头村所属行政区域划归民建镇管辖。

## 行政区划
民建镇下辖以下地区：
民建社区、城南社区、张坝社区、光明村、红旗村、西城村、建新村、兴隆村、灯杆堡村和水碾坝村。